# Cynorta casita
Cynorta casita is een hooiwagen uit de familie Cosmetidae.